# 江西省人民检察院
江西省人民检察院是江西省的检察机关，成立于1951年3月，现任检察长为田云鹏。

## 历史沿革
1951年1月，江西省人民政府决定成立江西省人民检察署。时任公安厅长王卓超兼任检察长。同年3月，王卓超领导召开江西省人民检察署检察委员会议第一次会议，宣布成立江西省人民检察署，下设办公室、反革命案件检察科（第一科）、普通刑事案件检察科（第二科）、行政诉讼与民事案件检察科（第三科）。1951年9月1日，检察署正式办公并启用印鉴，办公地址设在南昌市上营坊12号。1952年10月，迁至一纬路3号。1953年1月迁至北湖路25号。
1955年1月1日，根据《人民检察院组织法》的规定，以及最高人民检察院1954年12月4日的通知，改称江西省人民检察院，原检察委员会议改为检察委员会。设置办公室、一般监督处（一处）、侦查处（二处）、侦查监督处（三处）、审判监督处（四处）和人事处。1955年6月，检察院迁至第四交通路（后改称北京西路）省人民政府大院，新建办公楼。
1966年文化大革命开始后，江西省各级检察机关都先后停止工作。1978年3月，第五届全国人大通过的《宪法》第二章第四十三条，规定重新设置人民检察院。1979年1月，江西省人民检察院正式恢复重建，内设刑事检察处（一处）、法纪检察处（二处）、监所检察处（三处）、经济检察处（四处）、人事处、研究室及办公室。1979年10月5日，启用新印章。

## 历任领导
历任检察长
| 姓名   | 任期                  | 备注                          |
| ------ | --------------------- | ----------------------------- |
| 王卓超 | 1951年3月－1953年3月  |                               |
| 马廷士 | 1953年3月－1955年2月  |                               |
| 刘护平 | 1955年2月－1967年11月 |                               |
| 陈克光 | 1979年12月－1985年9月 |                               |
| 王树衡 | 1985年9月－1993年5月  |                               |
| 阙贵善 | 1993年5月－2001年6月  |                               |
| 丁鑫发 | 2001年6月－2004年8月  | 落马                          |
| 孙谦   | 2005年1月－2007年12月 | 2004年8月至12月，任代理检察长 |
| 曾页九 | 2008年2月－2013年1月  | 2008年1月至2月，任代理检察长  |
| 刘铁流 | 2013年2月－2018年1月  | [ 3 ]                         |
| 田云鹏 | 2018年1月－           |                               |